# Zofia Posmysz

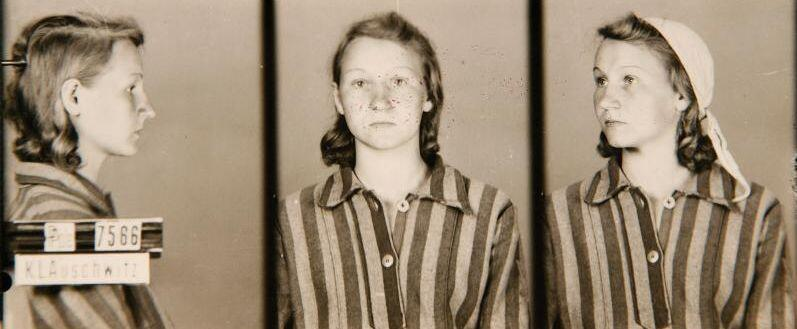
Zofia Posmysz en KL Auschwitz. Foto policial de la administración de las SS.

Zofia Posmysz-Piasecka (23 de agosto de 1923-8 de agosto de 2022) fue una periodista, novelista y autora polaca, luchadora de la resistencia en la II Guerra Mundial y sobreviviente de los campos de concentración de Auschwitz y Ravensbrück. Su relato autobiográfico del Holocausto en la Polonia ocupada, Passenger from Cabin 45, se convirtió en la base de su novela Passenger de 1962, que posteriormente se tradujo a 15 idiomas. El drama radiofónico original fue adaptado para una película galardonada  en el Festival de Cine de Cannes de 1964, donde ganó un premio FIPRESCI; la película también fue seleccionada como la Mejor Película en Lengua Extranjera en la 37ª edición de los Premios de la Academia. La novela fue adaptada a una ópera del mismo nombre con música de Mieczysław Weinberg.

## Infancia y juventud
Nació en Cracovia y vivió allí hasta la invasión de Polonia en 1939. Durante la ocupación asistió a cursos clandestinos y trabajó en una fábrica de cables. Fue arrestada por la Gestapo en 1942, a los 19 años, acusada de distribuir folletos antinazis. Estuvo retenida durante seis semanas en la prisión de Montelupich en Cracovia.  Después de un prolongado interrogatorio, fue trasladada bajo escolta al campo de concentración de Auschwitz-Birkenau. Relegada a un arduo trabajo en una empresa penitenciaria en Budy, el médico del campo, Janusz Mąkowski, la salvó dos veces. El 18 de enero de 1945, Posmysz (prisionera número 7566) fue enviada al campo de concentración de Ravensbrück y de allí al campo satélite de Neustadt-Glewe, donde fue liberada el 2 de mayo de 1945 por el ejército estadounidense.

## Vida de posguerra
Después de la Segunda Guerra Mundial, estudió en la Universidad de Varsovia y trabajó para la emisora Polskie Radio en la sección de cultura. En 1959, escribió un drama de radio, Pasażerka z kabiny 45 (Pasajero de la cabina 45), basado en sus recuerdos del tiempo que pasó en los campos de concentración nazis. La obra fue producida en el mismo año por la Radio Polaca con Aleksandra Śląska y Jan Świderski. Fue adaptada para televisión por ella misma en 1960. El espectáculo fue dirigido por Andrzej Munk y contó con Ryszarda Hanin, Zofia Mrozowska y Edward Dziewoński en los roles principales. The Passenger from Cabin 45 fue innovador e inusual en el género de la literatura del Holocausto, porque representaba a una leal SS Aufseherin, Annelise Franz, a cargo del equipo de trabajo de Posmysz en Auschwitz, que, sin embargo, exhibió un comportamiento humano básico hacia los prisioneros. 
El guion de la película fue escrito por Posmysz y Munk en 1961. Munk murió en un accidente automovilístico poco después. Posmysz no participó en la realización de la película, que se estrenó en 1963. En cambio, se centró en escribir una novela derivada de su memoria autobiográfica. El libro fue publicado en 1962 como Pasażerka. Los eventos del libro tienen lugar en un transatlántico, 16 años después de que terminara la guerra. La ex SS Aufseherin, Lisa Kretschmer, viaja con su marido en busca de una nueva vida. Entre los muchos pasajeros, ve a Marta, su antigua reclusa, a quien alimentaba y protegía de trabajos peligrosos. Mientras estaba en Auschwitz, Lisa fue asignada a un nuevo puesto de trabajo y le ofreció a Marta que la llevaría del campo a un lugar menos peligroso, pero no tuvo éxito. Al final de la novela, se entera de que Marta también la reconoció.  En particular, en el drama de radio original, la 'Cabina 45' era el número de compartimiento de Posmysz en un tren a Auschwitz; un viaje por mar sirvió como dispositivo literario de historia dentro de una historia. No existe una traducción al inglés de la novela The Passenger.
Cuando el papa Benedicto XVI visitó el memorial de Auschwitz en 2006, ella estaba entre los reclusos sobrevivientes que lo saludaron. En 2015, Posmysz estuvo entre los 19 sobrevivientes reportados de Auschwitz en un documental de Der Spiegel titulado The Last Witnesses (Die letzten Zeugen).
Posmysz murió en Oświęcim el 8 de agosto de 2022, a la edad de 98 años.

### Trabajo y legado
Siguió escribiendo continuamente durante más de 30 años y su último libro fue publicado cuando tenía 73 años. Es conocida por su autobiografía de 1959 Pasajero en la cabina 45 (Pasażerka z kabiny 45). Esta obra fue arreglada para una pieza de teatro y para la película para televisión El pasajero dirigida por Andrzej Munk, quien fue uno de los artistas más influyentes de la Polonia posestalinista. El director murió durante la proyección en 1961, pero la película fue completada por sus asistentes, los directores Andrzej Brzozowski y Witold Lesiewicz, y estrenada por primera vez en 1963. La novela de Posmysz se convirtió en la base del libreto de Alexander Medvedev para la ópera de Mieczysław Weinberg de 1968 El pasajero, op . 97. Suprimida durante más de 40 años, se representó por primera vez en el Festival de Bregenz el 21 de julio de 2010, seguida de la misma producción en el Gran Teatro de Varsovia. La ópera de Weinberg se estrenó en la Lyric Opera de Chicago el 24 de febrero de 2015, con la soprano Amanda Majeski como Marta. Die Passagierin fue puesta en escena por la Ópera de Frankfurt en marzo de 2015 con la dirección de Leo Hussain.
La novela Pasażerka fue traducida a 15 idiomas, incluido el alemán como Die Passagierin por Peter Ball, publicada en 1969 por Verlag Neues Leben y como Book on demand (tercera ed.) en 2010.

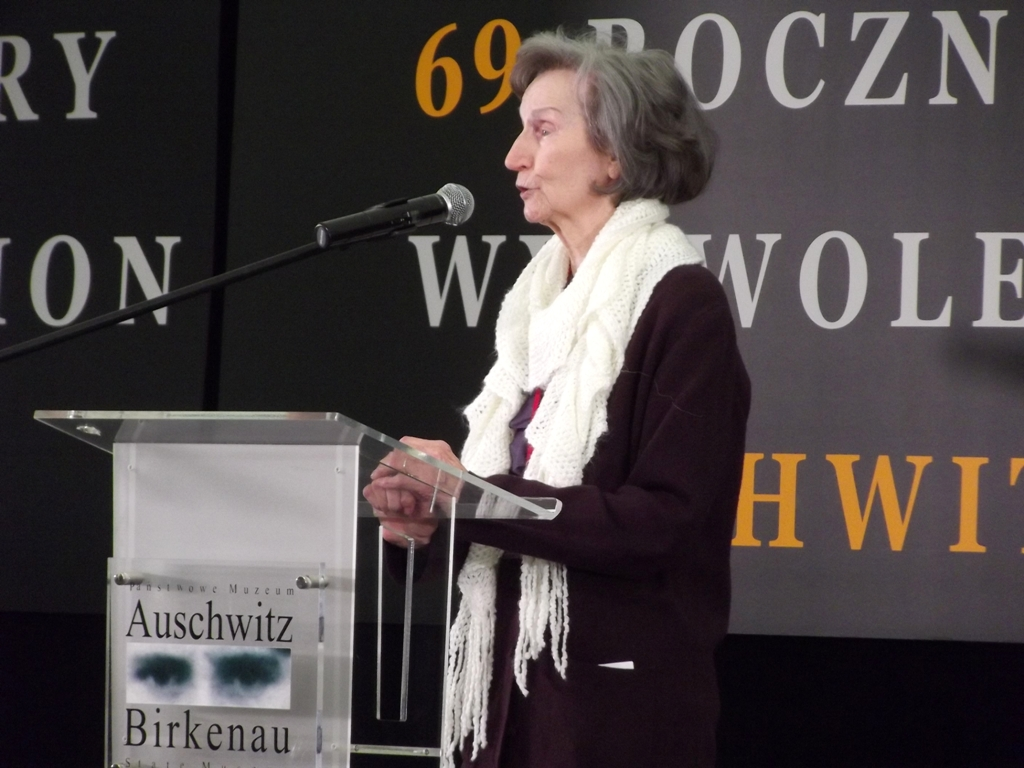
Zofia Posmysz hablando en la Conferencia del Museo y Memorial de Auschwitz-Birkenau en el aniversario de la liberación del campo, 27 de enero de 2014.

## Obra
Una selección de obras de Posmysz, publicadas en polaco, incluye:
- I know the executioners from Belsen... (Znam katów z Belsen…; 1945)[24][25]
- Passenger from cabin 45 (Pasażerka z kabiny 45; 1959)[26][25]
- Passenger (Pasażerka, novela, 1962)[27][25]
- A stop in the forest (Przystanek w lesie; cuentos, 1965)[28]
- The sick hawthorn (Cierpkie głogi; guion, 1966)[29]
- Little (Mały; screenplay, 1970)[29]
- Holiday on the Adriatic (Wakacje nad Adriatykiem; 1970)[30]
- Microclimate (Mikroklimat; 1975)[31]
- A Tree Similar to Another Tree (Drzewo do drzewa podobne; 1977)[32]
- Price (Cena; 1978)[33]
- The Same Doctor M (Ten sam doktor M; 1981)[34]
- Widows and lovers (Wdowa i kochankowie; 1988)[35]
- To freedom, to death, to life (Do wolności, do śmierci, do życia; 1996)[36]

## Premios
- 1964: Caballero de la Orden de Polonia Restituta[37]
- 1970: Oficial de la Orden de Polonia Restituta [37]
- 1976: Premio del Comité Polaco de Radio y Televisión por Logros Sobresalientes en el Campo del Radioteatro [37]
- 2007: Premio Witold Hulewicz [37]
- 2008: Premio del Ministro de Cultura de Polonia por logros destacados en el campo del patrimonio cultural [37]
- 2012: Orden al Mérito de la República Federal de Alemania[38]
- 2015: Premio DIALOG de la Deutsch-Polnische Gesellschaft Bundesverband[39]
- 2020: Orden del Águila Blanca (Polonia)[40][8]